# Alternativní pravice

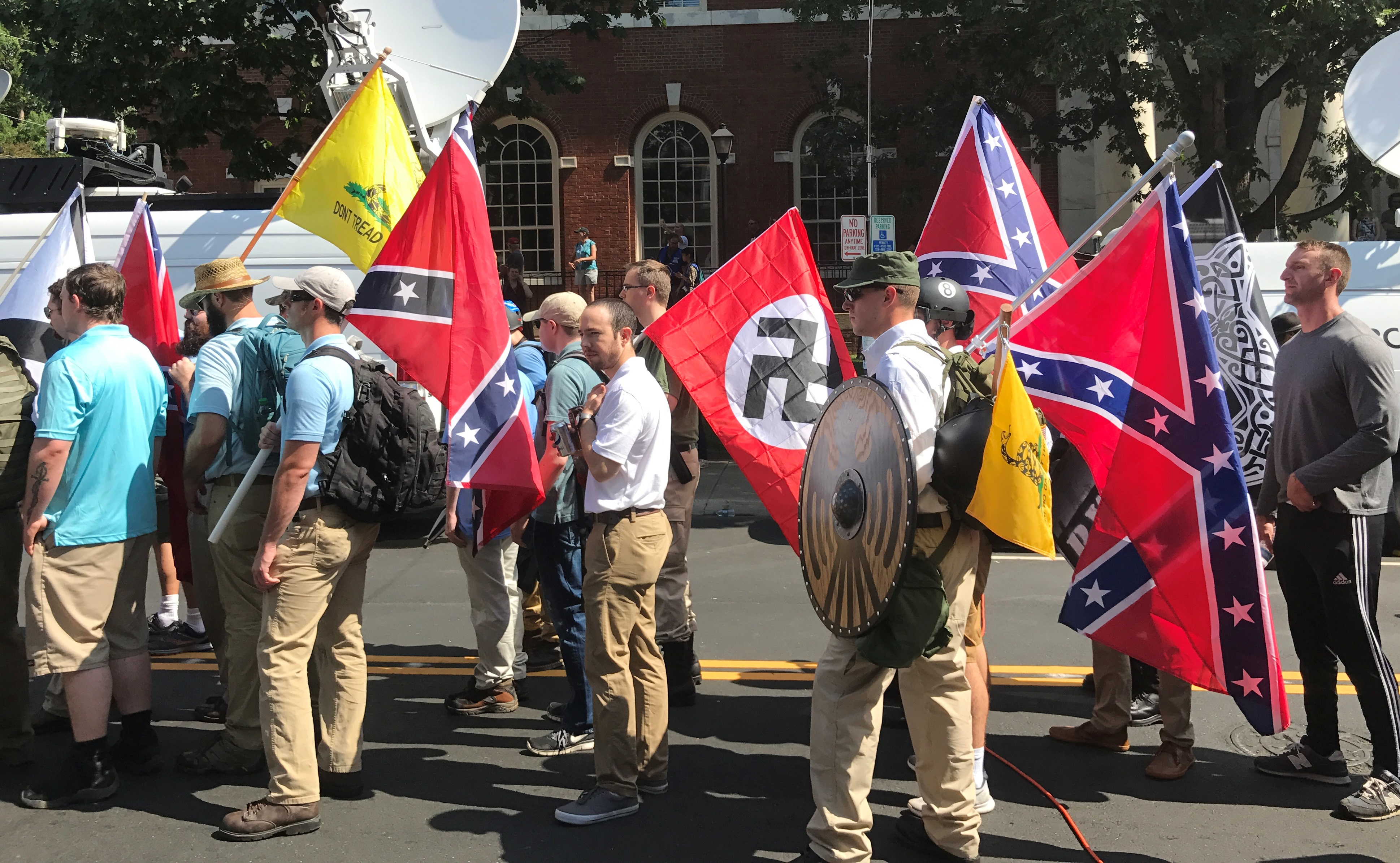
Přední představitelné alternativní pravice sehráli klíčovou roli při organizování shromáždění Unite the Right v srpnu 2017 v Charlottesville ve Virginii ; na snímku jsou účastníci rally nesoucí bojové vlajky Konfederace, Gadsdenovy vlajky a vlajku nacistického Německa.

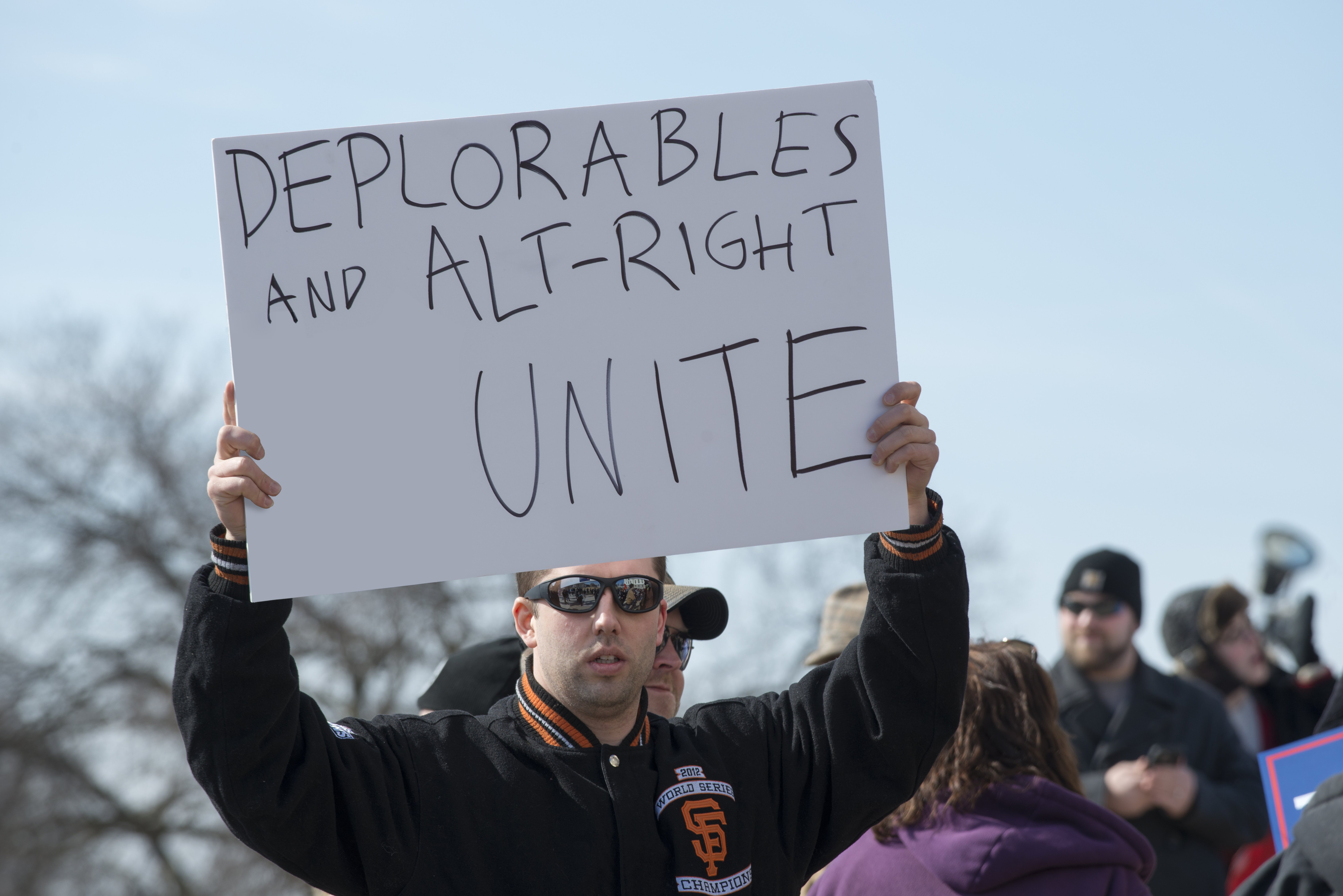
Zastánce alternativní pravice na shromáždění March 4 Trump (pochod na podporu Donalda Trumpa) v Saint Paul v Minnesotě (kvůli problémům s autorskými právy bylo digitálně odstraněno vyobrazení Žabáka Pepeho na transparentu).

Alternativní pravice (anglicky alternative right, zkráceně alt-right) je politický směr spojující krajně pravicové a bílé nacionalistické hnutí. Jedná se především o online fenomén, který vznikl v USA po roce 2010, ačkoli od té doby začal v různých podobách fungovat v dalších zemích. Neexistuje všeobecně akceptované a jasné vymezení tohoto směru, protože jej značně různými způsoby používají různí příslušníci tohoto směru, komentátoři a akademici. Skupiny zařazované k alternativní pravici se také hlásí k bílému rasismu, bílému separatismu, pravicovému populismu, rasismu, antikomunismu, antisionismu, antisemitismu, popírání holocaustu, xenofobii, antiintelektualismu, antifeminismu, homofobii, islamofobii a vystupují proti imigraci.

## Historie
V roce 2010 americký bílý nacionalista Richard B. Spencer založil internetový časopis The Alternative Right (Alternativní pravice). Jeho „alternativní pravice“ byla ovlivněna staršími podobami amerického bílého nacionalismu, stejně jako paleokonzervatismem, Temným osvícenstvím a Nouvelle Droite. Jeho termín byl zkrácen na „alt-right“ a popularizován lidmi ze spektra krajní pravice aktivními na internetovém politickém diskuzním fóru /pol/ webového fóra 4chan. Následně došlo ke spojení termínu s dalšími bílými nacionalistickými webovými stránkami a skupinami včetně webu Daily Stormer Andrewa Anglina, Occidental Dissent Brada Griffina a Tradicionalistické dělnické strany Matthewa Heimbacha. Po kontroverzi spojené s hnutím GamerGate začala alternativní pravice ve stále větší míře využívat trolling a on-line obtěžování s cílem zvýšit svůj vliv.
V roce 2015 přilákal směr širší pozornost, a to zejména prostřednictvím zpravodajství o Steve Bannonovi a jeho Breitbart News v souvislosti s podporou, kterou se dostalo Donaldu Trumpovi v kampani k prezidentským volbám v roce 2016.
Na Trumpovu podporu také vznikla komunita The Donald na sociální síti Reddit. Po zvolení Trumpa americkým prezidentem měla komunita přes 790 tisíc členů. V červnu 2020 byla odstraněna pro opakované porušování pravidel Redditu. Mezi členy The Donald byli hráči počítačových her z hnutí GamerGate, aktivisté za práva mužů (např. ze subkultury Incel), antiglobalisté či diskutéři z platformy 4chan. Po svém zvolení se Trump odmítl od hnutí jasně distancovat.
Ve snaze přejít z webového na pouliční hnutí uspořádal Spencer a vlivné osoby v hnutí v Charlottesville ve Virginii v srpnu 2017 shromáždění Unite the Right Rally, které čelilo značnému protifašistickému odporu. V průběhu demonstrace jeden z účastníků demonstrace zaútočil na antifašistickou protidemonstraci automobilem a zabil jednu ženu a dalších devatenáct lidí zranil.
V následujících letech začalo hnutí upadat. Mezi příčiny patřil nedostatek financí, trestní stíhání mnoha členů v souvislosti s výtržnostmi nebo omezování nenávistného obsahu na Facebooku a dalších sociálních sítích.

## Ideologie
Alternativní pravice je hnutí pracující s biologickým rasismem, které propaguje určitou variantu krajně pravicové identitární politiky určenou pro evropské Američany. Část z jejích členů podporuje přísné omezení imigrace k zajištění toho, že v USA bude mít převahu etnicky "bílá" populace. Ostatní požadují rozpad země a vytvoření bílého separatistického etno-státu v Severní Americe . Někteří usilují o to, aby bílý nacionalismus fungoval v USA společensky přijatelným způsobem, zatímco jiní, známí jako "skupiny 14 slov", pracují s otevřeně bíle rasistickými a neonacistickými postoji s úmyslem šokovat a provokovat. Někteří členové alternativní pravice jsou antisemitští a propagují konspirační teorii, že existuje židovské spiknutí s cílem dosáhnout bílé genocidy, ačkoli jiní považují většinu Židů za členy bílé rasy. Alt-right je antifeministické hnutí, které usiluje o patriarchální společnost a protíná se s hnutím za práva mužů a dalšími odrůdami takzvané online manosféry. Příznivci alternativní pravice obecně podporují antiintervenční a izolacionistickou zahraniční politiku a politiku ekonomického protekcionismu. Jednotlivci, kteří souhlasí s mnoha z myšlenek alt-right, ale ne s bílým nacionalismem, bývají někdy označování za „alt-lite“.
Alternativní pravice se odlišila od dřívějších forem bílého nacionalismu svou převážně online formou a velkým využitím ironie a humoru, zejména propagací internetových memů, jako je Žabák Pepe. Členové jsou často bílí, manuálně pracující muži s nižším příjmem a vzděláním, žijící na periferiích velkých měst či ve venkovských oblastech amerického Středozápadu. Akademičtí a antifašističtí pozorovatelé spojují jeho růst se zhoršující se životní úrovní a vyhlídkami, obavami ze ztráty zaměstnání v důsledku mechanizace průmyslu a celkové digitalizace společnosti, z proměňující se mužské role v souvislosti s posílením práv žen a sexuálních menšin a naštvání na stále viditelnější levicová hnutí, jako je Black Lives Matter. Skupiny používající označení „alt-right“ byly charakterizovány jako tzv. hate groups (anglicky zhruba "skupiny pracující s nenávistí"). Produkce alt-right skupin na internetu přispívá k radikalizaci bílých mužů odpovědných za různé krajně pravicové vraždy a teroristické útoky v USA od roku 2014. Opozice proti alternativní pravici se objevila z mnoha oblastí politického spektra - ze strany socialistů, liberálů, a dokonce i konzervativců. Kritici tvrdí, že pojem „alt-right“ je pouze rebrandingem bílého rasismu.

## Alternativní pravice v ČR
V České republice se k hnutí alt-right hlásí spolek 7. Republika, jehož předsedou je Pavel Vopálka. Členem spolku je například i protiislámský aktivista Martin Konvička.